# 大鱼藤树
大鱼藤树（学名：Derris robusta）为豆科鱼藤属下的一个种。